# Neocorynura monozona
Neocorynura monozona är en biart som först beskrevs av Heinrich Friese 1917.  Neocorynura monozona ingår i släktet Neocorynura och familjen vägbin. Inga underarter finns listade i Catalogue of Life.